# Matten bei Interlaken

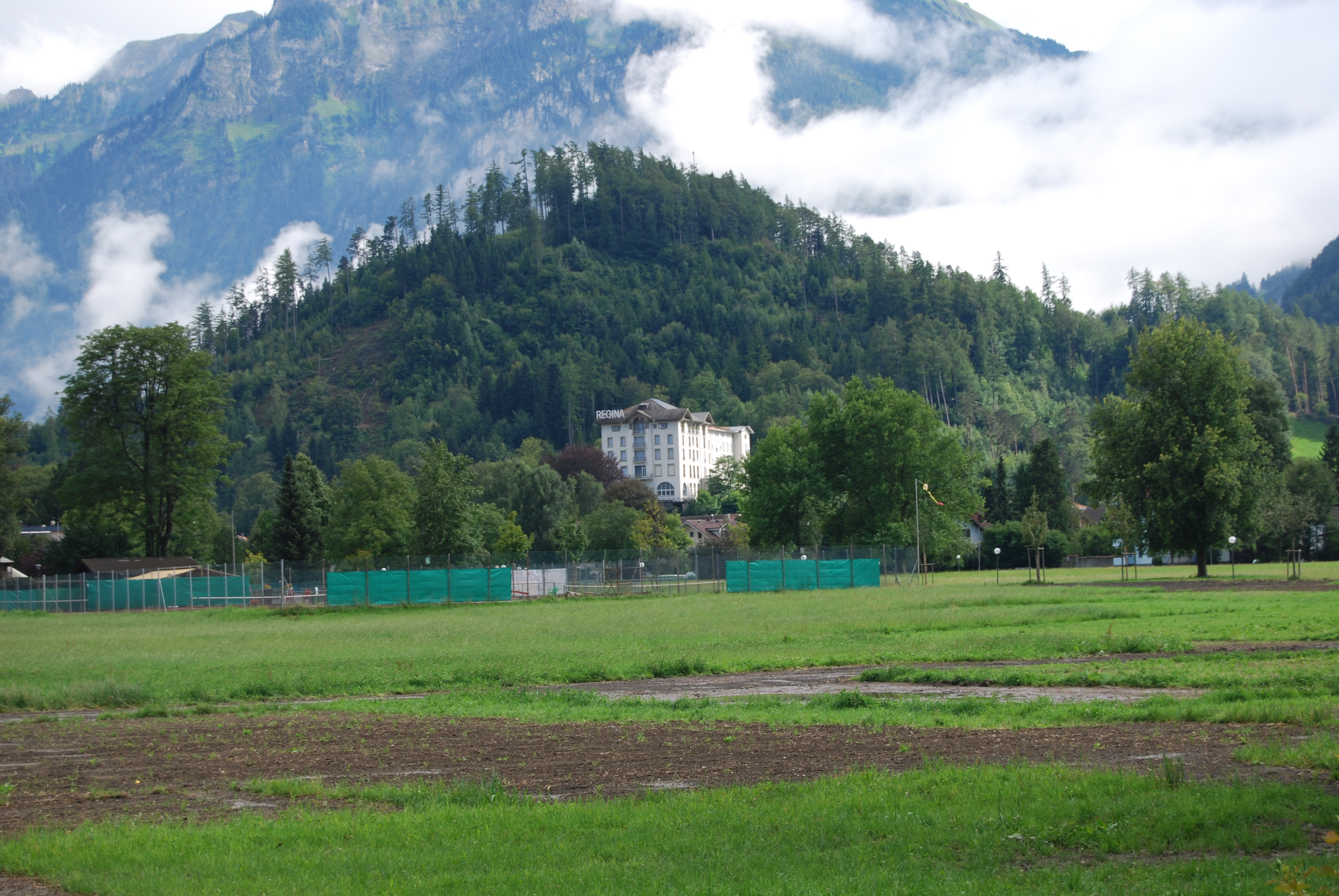

Matten bei Interlaken es una comuna suiza del cantón de Berna, situada en el distrito administrativo de Interlaken-Oberhasli. Limita al oeste y norte con la comuna de Interlaken, al este con Bönigen, y al sur con Gsteigwiler, Wilderswil y Därligen.
Hasta el 31 de diciembre de 2009 estuvo situada en el distrito de Interlaken.